# Eremiaphila irridipennis
Eremiaphila irridipennis är en bönsyrseart som beskrevs av Mukherjee och Hazra 1985. Eremiaphila irridipennis ingår i släktet Eremiaphila och familjen Eremiaphilidae. Inga underarter finns listade i Catalogue of Life.